# Équipe de France féminine de football des moins de 23 ans
Maillots
L'équipe de France féminine de football des moins de 23 ans, ancienne équipe de France B ou A',, est constituée par une sélection des meilleures joueuses françaises de moins de 23 ans sous l'égide de la Fédération de France de football (FFF). Elle sert de passerelle entre les sélections jeunes et l'équipe de France A.

## Histoire
En 2017, l'équipe de France B termine troisième de l'Istria Cup en Croatie.
En 2019, l'effectif de l'équipe de France B, habituellement composé de joueuses de 25-26 ans et plus, est rajeuni avec des joueuses venant directement de l'équipe de France U20. L'équipe est ainsi renommée Équipe de France féminine des moins de 23 ans,.

## Palmarès
En 2018, l'équipe de France B remporte la Turkish Women's Cup (en) ou Alanya Cup en Turquie en battant le Mexique en finale (2-1),. L'année suivante, elle remporte de nouveau la compétition, en battant la Roumanie en finale (7-0).

## Effectif actuel
Liste des 20 joueuses sélectionnées par Grégoire Sorin pour un stage en Suède ponctué de deux matches face à leurs hôtes (10 juin) et la Finlande (12 juin).
| Pos. | Nom               | Date de naissance | Sélections | Buts | Club                     |
| ---- | ----------------- | ----------------- | ---------- | ---- | ------------------------ |
| G    | Manon Wahl        | 27 juin 2001      | 2          | 0    | SC Sand                  |
| G    | Justine Lerond    | 29 février 2000   | 3          | 0    | FC Girondins de Bordeaux |
|      |                   |                   |            |      |                          |
| D    | Inès Belloumou    | 21 juin 2001      | 5          | 0    | Montpellier HSC          |
| D    | Elisa De Almeida  | 11 janvier 1998   | 5          | 0    | Paris SC                 |
| D    | Océane Deslandes  | 26 juillet 2000   | 5          | 0    | Montpellier HSC          |
| D    | Magou Doucouré    | 21 octobre 2000   | 5          | 0    | Stade de Reims           |
| D    | Grace Kazadi      | 31 janvier 2001   | 3          | 0    | EA Guingamp              |
| D    | Julie Thibaud     | 20 avril 1998     | 6          | 0    | FC Girondins de Bordeaux |
| D    | Maëlle Lakrar     | 27 mai 2000       | 3          | 0    | Montpellier HSC          |
| D    | Manon Revelli     | 26 novembre 2001  | 2          | 0    | Servette FC Chênois      |
|      |                   |                   |            |      |                          |
| M    | Hélène Fercoq     | 27 août 1998      | 3          | 0    | Dijon FCO                |
| M    | Julie Dufour      | 29 mai 2001       | 5          | 0    | Girondins de Bordeaux    |
| M    | Margaux Le Mouël  | 8 août 2001       | 6          | 0    | Paris FC                 |
| M    | Sonia Ouchène     | 14 mars 2000      | 5          | 0    | Stade de Reims           |
| M    | Léa Khelifi       | 12 mai 1999       | 10         | 3    | Montpellier HSC          |
| M    | Annahita Zamanian | 19 février 1998   | 6          | 0    | Juventus FC              |
|      |                   |                   |            |      |                          |
| A    | Naomie Feller     | 6 novembre 2001   | 4          | 2    | Real Madrid              |
| A    | Kessya Bussy      | 19 juin 2001      | 1          | 0    | Stade de Reims           |
| A    | Mathilde Bourdieu | 15 avril 1999     | 3          | 0    | Paris FC                 |

## Sélectionneurs
- 2015-2020 :  Jean-François Niemezcki[10]
- Depuis 2020 :  Grégoire Sorin[10]